# John Björkén

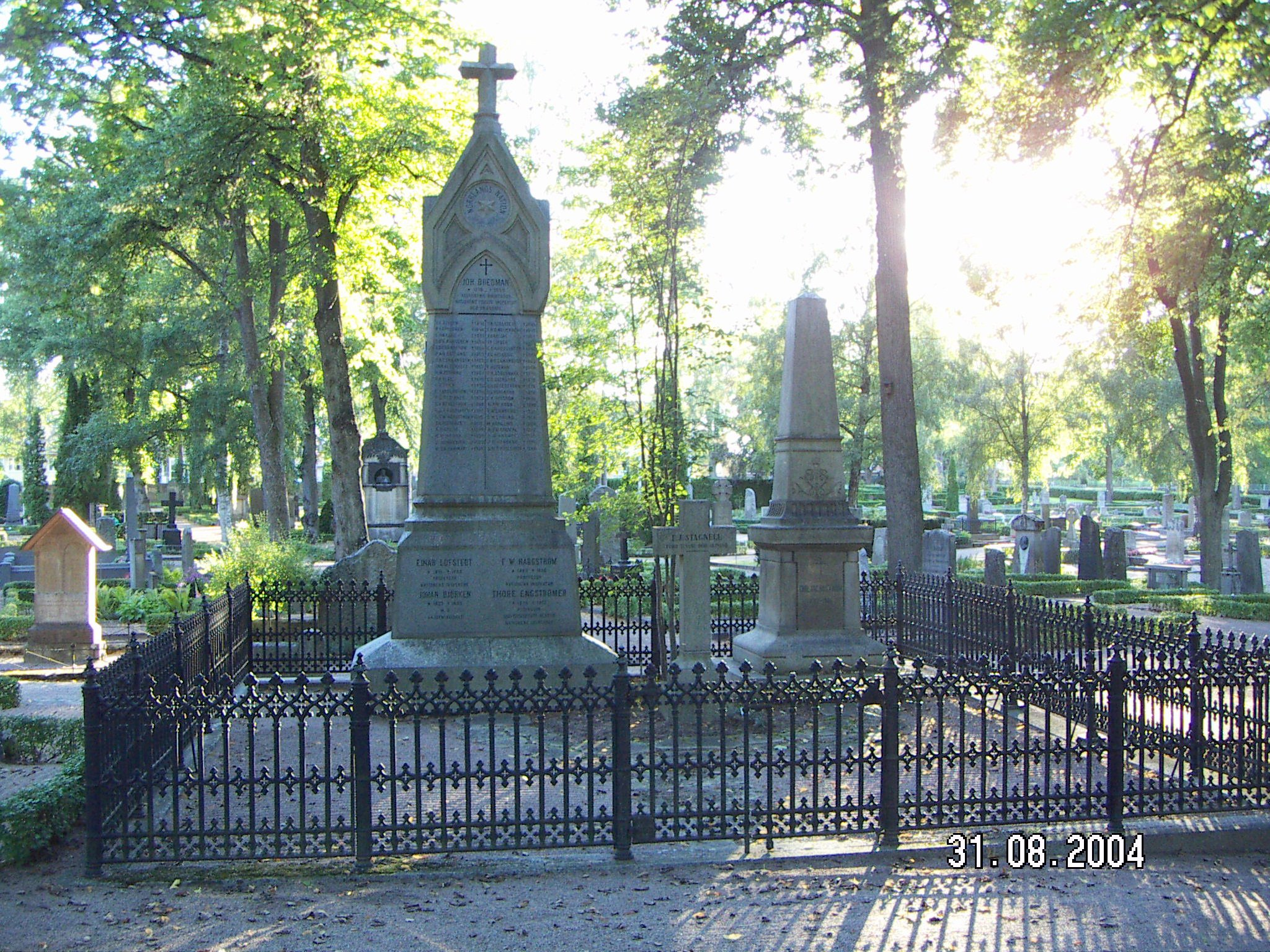
Norrlands nationsgrav med Björkéns namn nederst på den stora gravstenen.

John (Johan) Björkén, född 8 april 1833 i Hedenäset i Tornedalen, död 16 december 1893 i Uppsala, var en svensk läkare och adjunkt i kirurgi och obstetrik vid Uppsala universitet.

## Biografi
Björkén genomgick Haparanda skola och därefter Härnösands gymnasium samt avlade studentexamen i Uppsala 1852. Han skrevs in vid Uppsala universitet samma år och påbörjade medicinutbildningen som avslutades när han blev medicine doktor 1861 på avhandlingen Om Koremorphosis. 1862 blev han medlem av Svenska Läkaresällskapet, docent i kirurgi vid Karolinska institutet 1863–1865 samt universitetsadjunkt i kirurgi och obstetrik i Uppsala 1865. Hans vetenskapliga inriktning rörde främst kirurgi, ögonsjukdomar och syfilis, men han verkade även som praktiserande läkare.
Björkén var känd som en utmärkt föreläsare och framgångsrik vetenskapsman, samt gjorde även ett par omfattande studieresor utomlands. Han hade många intressen förutom medicinen, bland annat botanik och filosofi, och var en av grundarna av   Svenska Turistföreningen 1885, vars första styrelse han tillhörde. Han var vidare stormästare i Samfundet SHT 1870–1873.
John Björkén blev hedersledamot av Norrlands nation 1865. Han behöll kontakten med nationen och begravdes därför i Norrlands nationsgrav på Uppsala gamla kyrkogård.

## Björkénska priset
Björkén är känd som instiftare av Björkénska priset, som är Uppsala universitets förnämsta vetenskapliga utmärkelse och går till forskare inom naturvetenskap och medicinens teoretiska grenar.